# Mikołaj Kazimierz Szemiot
Mikołaj Kazimierz Szemiot herbu Łabędź odmienny – sędzia ziemski żmudzki w latach 1677–1682, podsędek żmudzki w latach 1670–1677, podstarości żmudzki w latach 1658–1668, podkomorzy wendeński w latach 1669–1679.
Był elektorem Michała Korybuta Wiśniowieckiego w 1669 roku z Księstwa Żmudzkiego. W 1674 roku był elektorem Jana III Sobieskiego z Księstwa Żmudzkiego.